# García Fernández av Kastilien
García Fernández av Kastilien, död 995, var regerande greve av Kastilien mellan 970 och 995.